# アデュー・ボナパルト
アデュー・ボナパルト or Bonaparte in Egypt (アラビア語エジプト方言: وداعا بونابرت, translit. Weda'an Bonapart)は1985年に公開されたエジプト、フランスの合作歴史映画。 監督はユーセフ・シャヒーン。この映画は1985年のカンヌ国際映画祭出品された。そして2016年のカンヌ国際映画祭クラシック部門に選出された。日本では1985年の第1回東京国際映画祭で上映されたが劇場公開はされていない。